# آرتاشس هوهانیسیان (کارگردان)
آرتاشس کُنستانتینی هوهانیسیان (ارمنی: Արտաշես Կոնստանտինի Հովհաննիսյան؛  ۱۵ نوامبر ۱۹۳۹ – ۱۵ مارس ۲۰۱۴) یک کارگردان تئاتر اهل ارمنستان است. وی بین سال‌های - تا - میلادی فعالیت می‌کرد.

## زندگی‌نامه
وی در ۱۵ نوامبر ۱۹۳۹ در ایروان به دنیا آمد . وی همچنین برندهٔ جوایزی همچون چهره هنری شایسته جمهوری ارمنستان جایزه دولتی ارمنستان شوروی شده است. وی در ۱۵ مارس ۲۰۱۴ در سن ۷۴ سالگی در ایروان درگذشت. 